# Ruja (województwo dolnośląskie)
Ruja – wieś w Polsce położona w województwie dolnośląskim, w powiecie legnickim, w gminie Ruja.

## Podział administracyjny
W latach 1975–1998 miejscowość administracyjnie należała do województwa legnickiego. Miejscowość jest siedzibą gminy Ruja.

## Historia
Miejscowość została wymieniona w 1333 roku  w łacińskim dokumencie wydanym w Legnicy przez księcia legnickiego Bolesława III. Wymieniono ją w zlatynizowanej staropolskiej formie Ruya.

## Kolejowa przeszłość
Miejscowość leży na trasie działającej przez blisko 100 lat (od X 1902 do XII 1999 r.), drogi żelaznej łączącej, poprzez stację węzłową w mieście Jawor, granitowe zagłębie rejonów Strzegomia i Borowa z portem rzecznym w nadodrzańskich Malczycach. Na przełomie wieków XX i XXI linia kolejowa została zlikwidowana (ruch pasażerski do VI 1975 r., ruch towarowy do XII 1999 r., decyzja o likwidacji linii X 2002 r., linia utraciła przejezdność V 2004 r., początek fizycznej likwidacji II 2014 r.). W związku z tym stacja kolejowa z placem stacyjnym w Rui również zostały zlikwidowane.

## Zabytki
Do wojewódzkiego rejestru zabytków wpisane są:
- kościół pw. św. Łukasza, z XIV w., przebudowany w: XV w. i w 1898 r.
- cmentarz przy kościele.